# میوکو آسو
میوکو آسو (انگلیسی: Miyoko Asō؛ ۷ آوریل ۱۹۲۶ – ۲۵ اوت ۲۰۱۸) صداپیشه، و بازیگر اهل ژاپن بود. وی بین سال‌های ۱۹۴۹ تا ۲۰۱۸ میلادی فعالیت می‌کرد.